# Аварайрская битва
Авара́йрская би́тва (арм. Ավարայրի ճակատամարտ), или Варданское восстание, — одно из крупнейших сражений в истории Армении, произошедшее 26 мая или 2 июня 451 года.
Произошло на Аварайрском поле (южнее современного города Маку) между армянами во главе с полководцем Варданом Мамиконяном, восставшими против насильственного насаждения зороастризма, и сасанидской армией, втрое превышавшей по численности силы армян. В ходе сражения обе стороны понесли большие потери, а сам Вардан Мамиконян погиб в бою.
К 477 году главной проблемой сасанидского царя Йездегерда II стало Марзпанство Армения. Он опасался, что в случае новой войны с Византией местное население предаст его и примкнет к единоверцам. Чтобы предотвратить переход армян на византийскую сторону он принял решение лишить армянских нахараров веры. Это действие вызвало возмущение среди христианского духовенства и народа, что послужило причиной восстания.
Отсутствие у восставших помощи извне и переход на сторону Сасанидов части армянской знати во главе с марзпаном Васаком Сюни предопределили победу персов. Несмотря на отчаянное мужество восставших, они были разгромлены превосходящими силами противника и, разбившись на мелкие отряды, были вынуждены искать убежище в труднодоступных горных районах. Сасанидские войска постепенно подавили разрозненные очаги сопротивления, некоторые захваченные в плен руководители восстания были казнены. Однако напуганный огромными размерами восстания сасанидский правитель Йездигерд II был вынужден отказаться от насильственного обращения армян в зороастризм, восстановил самоуправление, вернул привилегии местной знати и христианскому духовенству.
Армянская апостольская церковь чтит память Вардана Мамиконяна и его сподвижников 30 хротица (5 августа).
Восстание армян против правления Сасанидов в 450—451 годах и последующая судьба армянских пленников в Иране описаны в двух армянских источниках: «История Армении» Парпеци и «О Вардане и войне армянской» Егише. В то же время неармянские источники не упоминают эти события.

## Армения в составе Сасанидского государства. Христианство и зороастризм

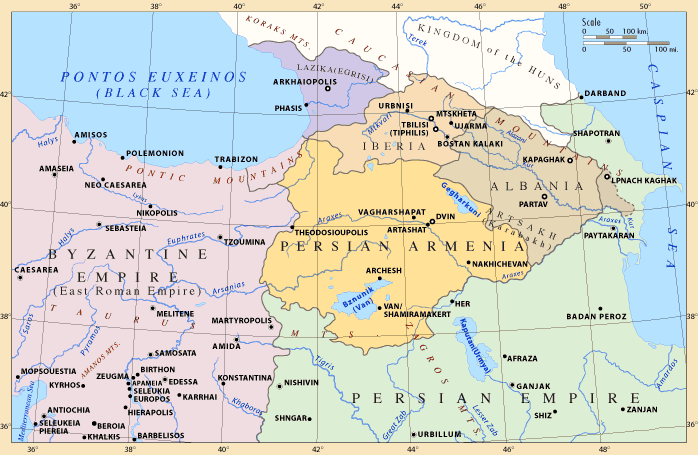
Армения в составе Сасанидского государства

В начале IV века при Трдате III Великом (287—332) христианство было принято в Великой Армении как государственная религия. В 387 году, однако, Армения утратила независимость и была разделена между Сасанидской Персией и Римской (позднее — Византийской) империей. В персидской части Армении некоторое время ещё сохранялась власть Аршакидов, но в 428 г. персидский царь Варахран V обратил Армению в провинцию сасанидского государства (марзпанство) и с низвержением Арташеса положил конец Аршакидской династии. С этого времени до середины VII в. Восточная Армения («Персармения» в византийской традиции) управлялась марзпанами (наместниками шаханшаха в пограничных военно-административных округах) с резиденцией в Двине. Армянские области Арцах и Утик вошли в соседнее Албанское марзпанство.
Первоначально Армении была предоставлена значительная автономия. На должности марзпана, спарапета (главнокомандующего) и азарапета (ведавшего финансами и налогами) назначались видные армянские нахарары (князья). Марзпан, обладая верховной властью, не вмешивался в дела местных нахараров, каждый из которых был полунезависимым правителем в собственном княжестве и имел собственную небольшую армию, численность которой зависела от размеров его владений. «Великим судьёй» в стране был армянский католикос (глава христианской церкви), сборщиками налогов были армяне. Страна переживала культурный подъём, связанный с деятельностью просветителя и изобретателя армянского алфавита Месропа Маштоца и его учеников. Строились церкви и школы, распространялась грамотность. Персидские правители благосклонно относились к этому, полагая, что создание национального армянского алфавита и распространение школьного обучения будет способствовать постепенному прекращению духовных связей между Арменией и Византией.
В 432 году католикосом был призван Саак I Партев, должность спарапета получил его племянник Вардан Мамиконян, азарапета — Ваан Аматуни. В 443 году должность марзпана занял Васак Сюни.
Присоединение Армении к Сасанидской империи привело к тому, что армяне оказались вовлечены в длительную борьбу за независимость против экспансии персидского режима, который стремился утвердить в Армении зороастризм, официальную религию Сасанидов с последней четверти III века.
Зороастрийские жрецы, организованные в иерархическую пирамиду, пользовались довольно большим влиянием. В IV—V вв. глава жречества, мобедан-мобед, являвшийся одновременно и верховным судьёй, занимал первое место в государстве после шаханшаха. Укрепление зороастризма как государственной религии сопровождалось негативным отношением династии Сасанидов к религиозным меньшинствам. Особенно резко ухудшилось положение христиан в 30-х гг. IV в. в связи с легализацией христианства в Римской империи. Ортодоксальных христиан в Персии стали рассматривать как пособников враждебной державы (и напротив, Сасаниды поддерживали и поощряли несториан, монофизитов и др.).
Жестокие гонения на христиан продолжались при Шапуре II (309—379) и при Арташире II (379—383), в период войны с Византией. Несколько улучшилось положение христиан при Шапуре III (383—388), когда отношения между Ираном и Византией стабилизировались. Варахран (Бахрам) IV Керманшах (388—399), заключивший с Византией мир, не имел возможности решать христианскую проблему, поскольку все усилия сосредоточил на борьбе с вторжениями гуннов. Правление Йездигерда I (399—420) было отмечено веротерпимостью власти к религиозным меньшинствам. На Поместном Соборе, созванном в 410 году, были утверждены 22 церковных канона, регламентировавшие порядок избрания епископов и управления епархиями, а также был принят Символ веры Никейского собора. К концу своего правления, однако, Йездигерд I, пытаясь сдержать распространение христианства, возобновил гонения против христианских священников. При Варахране V (420—438) этими гонениями руководили вузург-фрамадар (главный министр) Михр-Нарсе и мобедан-мобед (главный жрец) Михр-Шапур. Преследования коснулись прежде всего христиан из высшей иранской знати. Было разграблено и разрушено много христианских храмов.
Первая попытка насильственного распространения зороастризма на закавказских территориях, подвластных Персии (Армения, Иберия и Кавказская Албания) была предпринята в правление Йездигерда II.

## Политика Йездигерда II

Фрагмент манускрипта «О Вардане и войне армянской» VII—VIII веков Егише (V век)

В 438 году персидским царем стал Йездигерд II (438‑457). Первым делом он разорвал договор с Византией и вторгся в Месопотамию, уничтожая города, разрушая христианские церкви и угоняя местных жителей в плен. Император Феодосий II, неспособный противостоять персам на поле боя, в 441 году был вынужден согласиться на унизительный мир.
Воодушевлённый победой над своим основным врагом, в 442 году Йездигерд II пошёл войной на эфталитов, приказав при этом всем своим христианским владениям (Армения, Албания, Иверия и др.) собрать и направить в усиление персидской армии свою конницу. Война продлилась целых семь лет, и лишь в 449 году Йездигерду II удалось нанести кочевникам сокрушительное поражение в сражении при Мерве. Несмотря на завершение войны, христианская конница была оставлена на восточных рубежах Персии.
Упрочив внешнеполитическое положение своего государства, Йездигерд II занялся укреплением его внутреннего религиозно-политического единства и, в частности, ужесточил политику в отношении Армении. Для полного её подчинения ему было необходимо подорвать военный и экономический потенциал нахараров.
В Армению был направлен представитель царского двора Деншапух, который провёл перепись населения и обложил его высокими налогами не только за обрабатываемые, но и за пустующие земли. Эти фискальные меры лишали нахараров значительной части получаемых ими податей. В то же время Деншапух пытался привлечь на сторону Сасанидов армянскую знать, противопоставляя роскошь и наслаждение благами жизни, свойственные персидскому двору, умеренности и аскетизму, которые предписывались требованиями христианской морали. Уже тогда среди армянской аристократии сформировались два лагеря — проперсидский, во главе с марзпаном Васаком Сюни, богатейшим и могущественным правителем провинции Сюник, страстно желавшим восстановления Армянского царства и имевшим претензии на царский трон, — и провизантийский во главе со спарапетом Варданом Мамиконяном.
Йездигерд II отнял у армян должности великого судьи и азарапета и отдал их персам. Для достижения этнокультурной ассимиляции армян персами официальным языком был объявлен персидский, стали поощряться браки между армянами и персами. Великий азарапет Ирана Михр-Нарсе — фанатичный приверженец зороастризма — направил армянскому духовенству письмо, где призывал армян отречься от «неразумного и нелепого вероучения» в пользу зороастризма. В письме пояснялось, что с принятием армянами персидской религии иберы и албаны не смогут противостоять воле персов. В ответ на это в Арташате собрался собор высшего духовенства и знати, который отверг религиозные требования персов и в то же время заявил об отсутствии каких-либо притязаний на самостоятельность; аналогичный ответ дали грузины и албаны. Егише приводит ответ армян персидскому царю:

«… Если ты оставишь нам нашу веру, то здесь, на земле, не будет у нас другого повелителя, кроме тебя; а на небе — другого бога, кроме Иисуса Христа; так как нет другого бога, кроме Него. Но если ты потребуешь от нас отречься от веры, то вот они мы: пытай нас, делай с нами что хочешь… мы умрем как мученики, и Он (Бог) сделает нас бессмертными…».
Разъярённый Йездигерд II вызвал в Ктесифон главных представителей феодальных домов Армении, Картли и Албании. Из Армении отправились десять наиболее влиятельных нахараров, включая марзпана Васака Сюни, бывшего азарапета Ваана Аматуни и спарапета Вардана Мамиконяна. Согласно Елише, вызванные нахарары предстали перед царём в великую пасхальную субботу (в 450 году она приходилась на 16 апреля). Вопреки этикету, царь не удостоил гостей традиционными военными почестями и потребовал от армян на рассвете с восходом солнца упасть на колени, приветствуя «великолепное светило» как своего бога. Армяне по совету одного из приближенных Йездигерда, тайного христианина, подчинились этому требованию и притворились, что принимают зороастризм. Йездигерд II остался очень доволен, назвал армянских нахараров «моими любимыми друзьями» и, оставив у себя заложников, в том числе двух сыновей Васака Сюни, отпустил гостей с дарами обратно. Одновременно в Армению были направлены в сопровождении вооружённой охраны семьсот магов, которым предстояло, согласно указу Йездигерда II, в течение года обратить в зороастризм весь армянский народ.

## Начало восстания

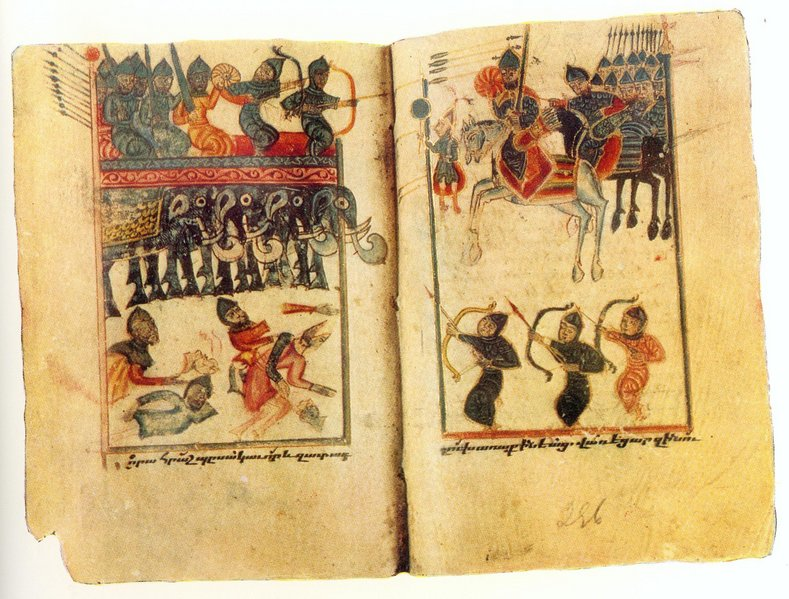
Изображение Аварайрской битвы

Этому, однако, не суждено было произойти. Получив весть об отречении армянских нахараров от своей веры, христианское духовенство подняло народ на восстание. Когда персидские маги прибыли в пограничное селение Ангх и попытались закрыть церкви, местные жители, вооружённые дубинами и пращами, избили и обратили их в бегство.
Таким образом, восстание вначале приняло стихийные формы. Великие князья, большинство из которых испытывали стыд и унижение оттого, что им пришлось пойти на притворное отречение от своей веры, укрылись в своих родовых владениях. Даже те, кто выступал за компромисс с персами, не осмеливались открыто об этом заявлять.
К весне 450 года восстание охватило всю персидскую Армению.  Руководство восстанием взяли на себя марзпан Васак Сюни и спарапет Вардан Мамиконян, вместе с другими отступниками публично покаявшиеся в совершённом грехе. Повстанцы отправили посланников к византийскому императору Феодосию II, но тот, занятый отражением угрозы со стороны гуннов под предводительством Аттилы, не смог оказать им никакой помощи. Сменивший его император Маркиан заключил договор с персами, в котором обязался не оказывать никакой помощи армянам. Антиперсидское движение началось также в Иберии и Албании.
Вардан Мамиконян разделил армянское войско на три отряда: первый, возглавляемый Миршапухом Арцруни, был отправлен для защиты юго-восточных границ возле Атрпатакана, второй под командованием самого Вардана Мамиконяна поспешил навстречу персидскому войску в Агванк, а третий был передан марзпану Васаку Сюни для защиты тыла. В битве при Халхале армяне разбили численно превосходящих персов, после чего к армянам присоединились грузинские и албанские отряды. Объединённое войско отправилось к Дарьяльскому ущелью и уничтожило расположенные там персидские гарнизоны.
Вардану Мамиконяну удалось заключить союз против Сасанидов с эфталитами, однако эти успехи были сведены на нет действиями Васака Сюни. Васак, чьи сыновья находились в заложниках у Йездигерда II, сначала пытался призвать народ к лояльности к персам, но, не добившись успеха, вместе с некоторыми нахарарами из знатных фамилий перешёл на сторону персов. В Армении началась гражданская война. Зимой 450 года на съезде в Арташате восставшие нахарары избрали правительство, которое возглавил Вардан Мамиконян. Проигравший к этому времени новую войну с эфталитами Йездигерд II, по совету Васака Сюни, издал указ, облегчающий налоги и аннулирующий требование вероотступничества армян, в результате которого от восставших отошли грузины, албаны и некоторые окраинные армянские области.
В апреле 451 года Йездигерд II, убедившись что Маркиан не будет помогать армянам, направил против повстанцев большую армию под командованием Мушкана Нисалавурта, к которой присоединился и Васак Сюни со своими сторонниками. Узнав о походе сасанидской армии, Вардан собрал в Арташате 66-тысячную (согласно Егише; см. #Силы и потери сторон) армянскую армию, где обратился к воинам с патриотической речью. Во главе армии Вардан направился навстречу персам, лагерь которых находился в гаваре Артаз, у реки Тхмут на Аварайрской равнине.

## Битва

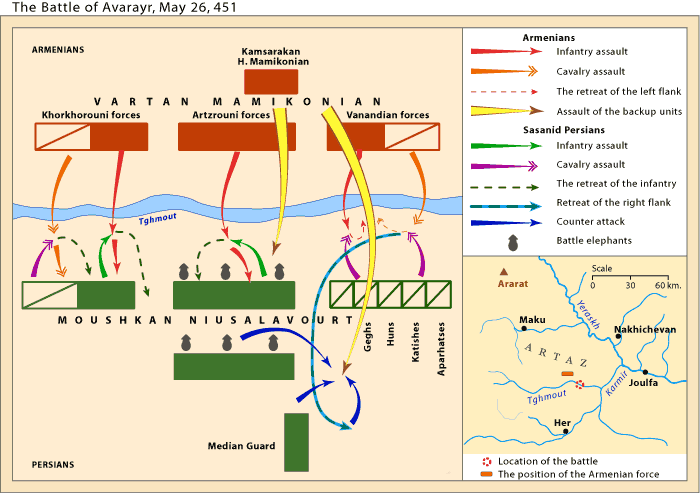
Схема военных действий

Решающее сражение произошло 26 мая или 2 июня 451-го года на Аварайрском поле. Главнокомандующий армянами Вардан Мамиконян разделил войско на три части, встав сам во главе левого фланга, против которого находились наиболее сильные персидские войска, усиленные элитным корпусом «Бессмертных». Несмотря на множество недостатков в лице отсутствия помощи и отступничества нескольких дворянских домов и самого важного княжества в Армении, армяне держались до тех пор, пока персы не построили свой слоновий корпус. Они (боевые слоны) сносили армянскую конницу. Однако оборона армян была настолько энергичной, что персы понесли огромные потери. Об ожесточенности сражения можно судить по сообщению Егише, который сравнивал столкнувшиеся войска с тучами, производящими гром, а цветущие поля «оказались залиты обильными потоками крови». После длительного сражения персы окружили армянское войско. Вардан Мамиконян, героически павший во время битвы, стал для армян символом национальной независимости.

### Силы и потери сторон
Лазарь Парпеци не сообщает численность сторон, указывая лишь на значительное превосходство сасанидской армии. Согласно Егише, армянское войско насчитывало 66 тыс. воинов, а персидское было в три раза многочисленнее, чему соответствует численность ок. 198 000. Симон Паяслян полагает, что приводимое Егише количество войск сильно преувеличено. Согласно Иранике, численность имперской армии в сасанидский период составляла 12 000 человек, общее число зарегистрированных воинов в 578 году составляло 70 000. Согласно ей же, против армян выступал элитный корпус «Бессмертных».
Согласно Парпеци, потери составили 1036 человек со стороны повстанцев и 3544 человека со стороны империи. Согласно Егише, потери составили 1036 человек со стороны повстанцев и 3544 человека со стороны «отступников и язычников». Слова «и язычников» встречаются только в одной из версий текста Егише. Их отсутствие в других версиях может давать почву для предположений, что число погибших относится только к армянам, участвовавшим в сражении на стороне сасанидов. Однако, по мнению Томсона, слова «и язычников» требуются по смыслу.

## После битвы

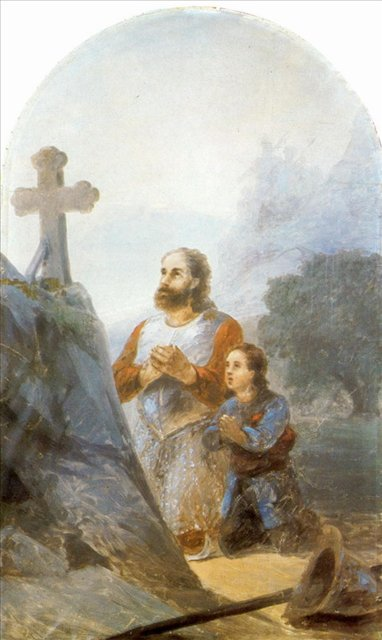
Клятва перед Аварайрской битвой (полководец Вартан Мамиконян.) Иван Айвазовский 1892 г.

Армяне укрылись в труднодоступных горах и крепостях, перешли к партизанским действиям и отказывались сдаваться. Персидский командующий в своих донесениях царю отмечал, что все карательные действия приводят не к подчинению, а только к разорению страны, что противоречит учению зороастризма. Он также обвинил Васака Сюни в неспособности прекратить кровопролитие. Васак был отправлен в Ктесифон, где над ним состоялся суд. На суде выяснилась двурушническая политика Васака Сюни: обнаружились его письма к византийцам, князьям Грузии, Кавказской Албании и другим лицам с призывами помочь восстанию. Даже после Аварайрской битвы Васак предал многих князей: он выманивал их из укреплений, захватывал их владения себе, а самих казнил или арестовывал. Йездигерд II приговорил Васака к смерти; тот умер в заключении.
Воспользовавшись затруднениями персов в Армении, их вновь атаковали гунны и имели успех, разорив провинцию Атрпатакан. Причиной поражения персов было ослабление армии, вызванное восстанием армян, но зороастрийские маги обвинили в поражении армянских священников. По их мнению, причиной поражения было то, что христиане потушили священные зороастрийские огни, тем самым оскорбив богов. Йездигерд II приказал казнить армянского католикоса и многих других священников. Тридцать пять армянских нахараров, которые явились в Ктесифон для ведения переговоров, были вероломно арестованы и сосланы на северо-восточные границы Персии воевать с кочевниками. Они смогли вернуться на родину только через 12 лет.
Йездигерд II, однако, не был счастлив: Армения была разорена, приток налогов и воинов оттуда резко сократился. В попытке исправить ситуацию он разрешил армянам исповедовать христианство, а тем, кто силой был вынужден перейти в зороастризм, разрешил вернуться к прежней вере.
В 460-х годах новый царь Персии Пероз вновь начинает политику преследования христианства.

## В историографии

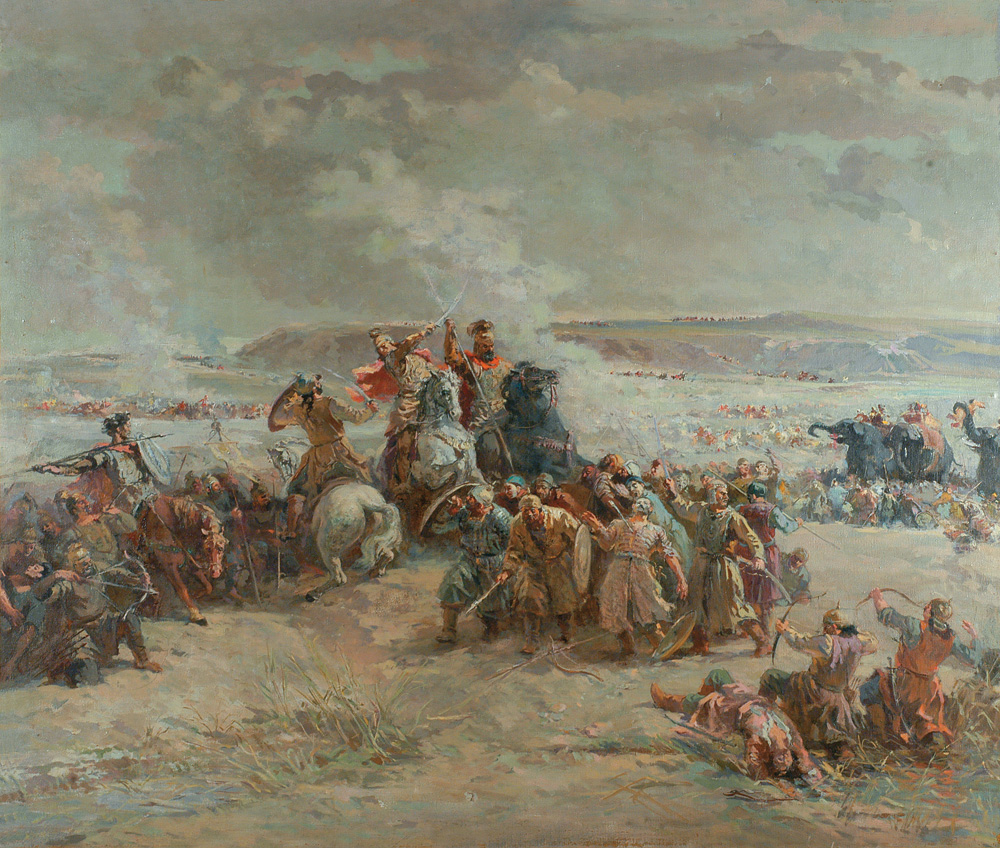
Аварайрская битва, Эдуард Исабекян, 1948 год

Восстание армян против правления Сасанидов в 450—451 годах и последующая судьба армянских пленников в Иране описаны в двух армянских источниках:
- Лазарь Парпеци — «История Армении», V век
- Егише (Елише) — «О Вардане и войне армянской», V или VI век

В то же время неармянские источники не упоминают эти события.
По мнению Роберта Томсона (Robert W. Thomson), труд Егише представляется расширенной переделкой части сочинения Лазаря Парпеци «История Армении» и является интерпретацией событий, в которой речи, письма и указы играют литературную роль и не должны восприниматься как дословное изложение фактов. Согласно Томсону, Егише поставил перед собой задачу объяснить причины восстания не личной враждой, как это сделал Парпеци, а более общими трудностями, с которыми постоянно сталкивались армяне, — трудностями религиозного характера.